# Атанас Славов (писател)
Вижте пояснителната страница за други личности с името Атанас Славов.
Атанас Петков Славов е български писател фантаст, фантастолог, активен фен, издател, съставител и художник. Един от основателите на софийския клуб за фантастика, евристика и прогностика „Иван Ефремов“.

## Биография
Роден е на 29 юли 1947 г. в Бургас.
През 1968 г. основава първия в България клуб за любителите на фантастика „Терра Фантазия“.
Автор е на романа „Психопрограмираният“. Съставител на множество сборници за фантастика, сред които поредицата „Модели“, „Моделириум“ и „ВИРТ“. Издава електронното списание „Фентернет“ и, чрез фондация „Човешката библиотека“, алманаха за фантастика и футурология „ФантАstika“.
Негови разкази са превеждани на английски, руски и немски език. Двукратен носител на наградата Еврокон.
От края на 2009 г. е избран за председател на Дружеството на българските фантасти „Тера Фантазия“ – единствения работещ творчески съюз от този род в България.
Умира от инсулт на 6 май 2022 г. в София.